# Vocea Basarabiei
Vocea Basarabiei este un post de Radio si TV din Republica Moldova cu un program propriu de emisiuni în limba română care este deținut de compania ”Vocea Media” S.R.L. Radioul a început să emită pe 18 iunie 2000 din Nisporeni. În 2005 și-a mutat locul de emisie la Chișinău, de unde transmite până în prezent. Postul TV a început emisia la data de 7 ianuarie 2015.  
Vocea Basarabiei este transmis de asemenea și prin internet.
Din 09.12.2022, Vocea Basarabiei (TV) emite în Multiplexul A.

## Stații de emisie (radio)
- Căușeni - 91,9 MHz
- Chișinău - 71,57 MHz
- Dondușeni - 104,4 MHz
- Glodeni - 100,3 MHz
- Nisporeni - 105,7 MHz
- Pelinia (Drochia) - 101,0 MHz
- Rezina - 101,9 MHz
- Soroca - 67,79
- Soroca - 103,1 MHz
- Ștefan Vodă - 103,8 MHz
- Strășeni - 102,3 MHz
- Taraclia - 101,9 MHz
- Ungheni - 100,1 MHz
- Vulcănești - 106,7 MHz